# Miles Murphy
Miles Murphy, född 19 maj 1967, är en friidrottare från Australien. Han deltog vid olympiska sommarspelen 1988.